# Список умерших в 726 году

## Октябрь
- 22 октября — Ицамнах-Кавиль (53), правитель Южного Мутульского царства со столицей в Дос-Пиласе.

## Дата смерти неизвестна или требует уточнения
- Анбаса ибн Сухайм Аль-Кальби, омейадский вали Аль-Андалуса (721—726), представитель арабского племени кальбитов.
- Виллеик Кайзерсвертский, настоятель монастыря Кайзерверт (Дюссельдорф), святой, почитаемый Римско-католической церковью.
- Смбат VI Багратуни, армянский князь.
- Марчелло Тегаллиано, 2-й венецианский дож (717—726).